# Lettonie aux Jeux olympiques de la jeunesse d'hiver de 2012
La Lettonie a participé aux Jeux olympiques de la jeunesse d'hiver de 2012 à Innsbruck en Autriche du 13 au 22 janvier 2012. L'équipe lettone était composée de 16 athlètes dans 7 sports.

## Médaillés
| Médaille | Nom                | Sport            | Épreuve                     | Date       |
| -------- | ------------------ | ---------------- | --------------------------- | ---------- |
| Or       | Augusts Vasiļonoks | Hockey sur glace | Concours masculin d'agilité | 19 janvier |
| Argent   | Riks Rozītis       | Luge             | Simple hommes               | 15 janvier |
| Bronze   | Ulla Zirne         | Luge             | Simple femmes               | 16 janvier |

## Résultats

### Ski alpin
La Lettonie a qualifié un homme et une femme en ski alpin.
Homme
| Athlète        | Épreuve      | Finale          | Finale          | Finale          | Finale          |
| Athlète        | Épreuve      | Manche 1        | Manche 2        | Total           | Rang            |
| -------------- | ------------ | --------------- | --------------- | --------------- | --------------- |
| Miks Zvejnieks | Slalom       | 43 s 35         | 39 s 83         | 1 min 23 s 18   | 13              |
| Miks Zvejnieks | Slalom géant | 1 min 00 s 31   | 56 s 16         | 1 min 56 s 47   | 13              |
| Miks Zvejnieks | Super-G      |                 |                 | 1 min 09 s 99   | 32              |
| Miks Zvejnieks | Combiné      | N'a pas terminé | N'a pas terminé | N'a pas terminé | N'a pas terminé |

Femme
| Athlète         | Épreuve      | Finale           | Finale           | Finale           | Finale           |
| Athlète         | Épreuve      | Manche 1         | Manche 2         | Total            | Rang             |
| --------------- | ------------ | ---------------- | ---------------- | ---------------- | ---------------- |
| Agnese Āboltiņa | Slalom       | 48 s 41          | 42 s 87          | 1 min 31 s 28    | 16               |
| Agnese Āboltiņa | Slalom géant | N'a pas terminée | N'a pas terminée | N'a pas terminée | N'a pas terminée |
| Agnese Āboltiņa | Super-G      |                  |                  | 1 min 13 s 14    | 27               |
| Agnese Āboltiņa | Combiné      | 1 min 10 s 67    | 41 s 62          | 1 min 52 s 29    | 22               |

### Biathlon
La Lettonie a qualifié une équipe complète de 2 hommes et une femme.
Hommes
| Athlète         | Épreuve   | Finale        | Finale  | Finale |
| Athlète         | Épreuve   | Temps         | Manqués | Rang   |
| --------------- | --------- | ------------- | ------- | ------ |
| Jānis Slavēns   | Sprint    | 23 min 50 s 9 | 2       | 45     |
| Jānis Slavēns   | Poursuite | 41 min 33 s 3 | 10      | 48     |
| Linards Zēmelis | Sprint    | 25 min 11 s 0 | 5       | 49     |
| Linards Zēmelis | Poursuite | 37 min 56 s 6 | 2       | 43     |

Femme
| Athlète      | Épreuve   | Finale        | Finale  | Finale |
| Athlète      | Épreuve   | Temps         | Manqués | Rang   |
| ------------ | --------- | ------------- | ------- | ------ |
| Gunita Gaile | Sprint    | 27 min 09 s 1 | 6       | 47     |
| Gunita Gaile | Poursuite | 42 min 01 s 1 | 4       | 46     |

Mixte
| Athlète                                                  | Épreuve                           | Finale            | Finale  | Finale |
| Athlète                                                  | Épreuve                           | Temps             | Manqués | Rang   |
| -------------------------------------------------------- | --------------------------------- | ----------------- | ------- | ------ |
| Gunita Gaile Zane Eglīte Linards Zemelis Arnis Pētersons | Relais mixte ski de fond/biathlon | 1 h 17 min 29 s 0 | 0+6     | 23     |

### Bobsleigh
La Lettonie a qualifié deux hommes.
Hommes
| Athlète                       | Épreuve           | Finale   | Finale   | Finale        | Finale |
| Athlète                       | Épreuve           | Manche 1 | Manche 2 | Total         | Rang   |
| ----------------------------- | ----------------- | -------- | -------- | ------------- | ------ |
| Oskars Ķibermanis Elvis Kamšs | Bob à deux hommes | 54 s 57  | 54 s 80  | 1 min 49 s 37 | 4      |

### Ski de fond
La Lettonie a qualifié un homme et une femme.
Homme
| Athlète         | Épreuve      | Finale        | Finale |
| Athlète         | Épreuve      | Temps         | Rang   |
| --------------- | ------------ | ------------- | ------ |
| Arnis Pētersons | 10 km hommes | 32 min 14 s 7 | 24     |

Femme
| Athlète     | Épreuve     | Finale        | Finale |
| Athlète     | Épreuve     | Temps         | Rang   |
| ----------- | ----------- | ------------- | ------ |
| Zane Eglīte | 5 km femmes | 20 min 54 s 0 | 38     |

Sprint
| Athlète         | Épreuve       | Qualification | Qualification | Quart de finale | Quart de finale | Demi-finale   | Demi-finale   | Finale        | Finale        |
| Athlète         | Épreuve       | Total         | Rang          | Total           | Rang            | Total         | Rang          | Total         | Rang          |
| --------------- | ------------- | ------------- | ------------- | --------------- | --------------- | ------------- | ------------- | ------------- | ------------- |
| Arnis Pētersons | Sprint hommes | 1 min 49 s 62 | 26 Q          | 1 min 50 s 1    | 4               | Non qualifié  | Non qualifié  | Non qualifié  | Non qualifié  |
| Zane Eglīte     | Sprint femmes | 2 min 24 s 79 | 37            | Non qualifiée   | Non qualifiée   | Non qualifiée | Non qualifiée | Non qualifiée | Non qualifiée |

Mixte
| Athlète                                                  | Épreuve                           | Finale            | Finale  | Finale |
| Athlète                                                  | Épreuve                           | Temps             | Manqués | Rang   |
| -------------------------------------------------------- | --------------------------------- | ----------------- | ------- | ------ |
| Gunita Gaile Zane Eglīte Linards Zemelis Arnis Pētersons | Relais mixte ski de fond/biathlon | 1 h 17 min 29 s 0 | 0+6     | 23     |

### Hockey sur glace
La Lettonie a qualifié un homme pour participer au concours d'agilité.
Homme
| Athlète(s)         | Épreuve            | Qualification | Qualification | Grande Finale | Grande Finale |
| Athlète(s)         | Épreuve            | Points        | Rang          | Points        | Rang          |
| ------------------ | ------------------ | ------------- | ------------- | ------------- | ------------- |
| Augusts Vasiļonoks | Concours d'agilité | 35            | 1 Q           | 22            | 1             |

### Luge
La Lettonie a qualifié cinq athlètes.
| Athlète                             | Épreuve       | Manche 1 | Manche 2 | Total          | Rang |
| ----------------------------------- | ------------- | -------- | -------- | -------------- | ---- |
| Rihards Lozbers                     | Simple hommes | 40 s 110 | 40 s 003 | 1 min 20 s 113 | 6    |
| Riks Rozītis                        | Simple hommes | 39 s 838 | 39 s 968 | 1 min 19 s 806 | 2    |
| Imants Marcinkēvičs Kristens Putins | Double        | 43 s 415 | 42 s 985 | 1 min 26 s 400 | 7    |
| Ulla Zirne                          | Simple femmes | 40 s 184 | 40 s 295 | 1 min 20 s 479 | 3    |

Équipe
| Athlète                                                     | Épreuve                   | Finale   | Finale   | Finale   | Finale         | Finale |
| Athlète                                                     | Épreuve                   | Hommes   | Femmes   | Doubles  | Total          | Rang   |
| ----------------------------------------------------------- | ------------------------- | -------- | -------- | -------- | -------------- | ------ |
| Ulla Zirne Riks Rozītis Kristens Putins Imants Marcinkēvičs | Relais par équipes mixtes | 44 s 742 | 48 s 197 | 47 s 184 | 2 min 20 s 123 | 6      |

### Skeleton
La Lettonie a qualifié un homme en skeleton.
Homme
| Athlète         | Épreuve           | Finale   | Finale   | Finale        | Finale |
| Athlète         | Épreuve           | Manche 1 | Manche 2 | Total         | Rang   |
| --------------- | ----------------- | -------- | -------- | ------------- | ------ |
| Dāvis Dreimanis | Individuel hommes | 59 s 22  | 59 s 24  | 1 min 58 s 46 | 8      |